# Epimecis patronaria
Epimecis patronaria är en fjärilsart som beskrevs av Walker 1860. Epimecis patronaria ingår i släktet Epimecis och familjen mätare. Inga underarter finns listade i Catalogue of Life.